# لي مارشال
لي مارشال (بالإنجليزية: Lee Marshall)‏ (21 يناير 1979 في المملكة المتحدة - ) هو لاعب كرة قدم بريطاني في مركز الظهير. شارك مع منتخب إنجلترا تحت 21 سنة لكرة القدم. أما مع النوادي، فقد لعب مع ليستر سيتي ونورويتش سيتي وهال سيتي ووست بروميتش ألبيون.

## وصلات خارجية
- لي مارشال على موقع قاعدة بيانات كرة القدم.إي يو (الإنجليزية)
- لي مارشال على موقع Soccerbase.com (لاعب) (الإنجليزية)
- لي مارشال على موقع عالم كرة القدم.نت (الإنجليزية)